# Amaury Bischoff
Amaury Armindo Bischoff (* 31. März 1987 in Colmar) ist ein ehemaliger Fußballspieler mit französischem und portugiesischem Pass. Er spielte vorrangig im zentralen Mittelfeld.

## Familie und Kindheit
Bischoff wurde 1987 als Sohn eines elsässischen Vaters und einer portugiesischen Mutter in Colmar geboren und wuchs dort auch auf.

## Karriere

### Vereine

#### Sprung von der elsässischen Heimat nach Bremen
Der Mittelfeldspieler begann bei SR Colmar mit dem Fußballspielen. In Colmar wurde er von den Sichtern von Racing Straßburg gesichtet. Alsbald kam er in die Fußballschule des Vereins. In Straßburg erweckte er das Interesse anderer Klubs, auch aus dem Ausland. Der SV Werder Bremen verpflichtete Bischoff für 300.000 Euro Ablösesumme. Aufgrund seiner Leistungen bei den Amateuren trainierte Bischoff einige Male bei den Profis mit. Zu einem Einsatz in der Bundesliga kam er nicht, auch wegen Verletzungen. Sein Profidebüt gab Bischoff am 14. März 2007 im UEFA-Cup-Achtelfinalspiel gegen Celta Vigo, als er in der 74. Minute für Diego eingewechselt wurde. Es war sein einziges Spiel für Werders Profimannschaft.

#### Intermezzo beim FC Arsenal
Obwohl er sich in der Profimannschaft Werders keinen Stammplatz erkämpfen konnte, bekundete der FC Arsenal sein Interesse an Bischoff. Der ebenfalls wie Bischoff aus dem Elsass stammende Wenger konnte ihn von einem Wechsel in die Premier League überzeugen. Bischoff kommentierte den Wechsel mit diesem Zitat: „Kein Spieler kann ein solches Angebot von einem großen Verein ausschlagen.“ Am 6. Oktober 2008 gab er sein Debüt in der Reservemannschaft von Arsenal im Spiel gegen Stoke City in der Premier Reserve League. Zum einzigen Mal in der Premier League spielte Bischoff am 2. Mai 2009, als er am 35. Spieltag beim 3:0-Sieg gegen den FC Portsmouth in der 64. Minute für Theo Walcott eingewechselt wurde.

#### Drei Jahre in Portugal
Im Sommer 2009 wurde sein auslaufender Vertrag nicht verlängert, woraufhin er zum portugiesischen Erstligisten Académica Coimbra wechselte. Dort gab er am 2. Oktober 2009 beim Spiel gegen Marítimo Funchal sein Debüt in der Primeira Liga. Er stand dabei in der Anfangsformation und wurde in der Halbzeitpause ausgewechselt. Nach einem Trainerwechsel verlor Bischoff seinen Stammplatz. Im Januar 2010 wurde er zu Desportivo Aves in die Liga de Honra ausgeliehen, in der er am 7. Februar 2010 sein erstes Spiel bestritt. Bischoff kam in Aves in zehn Spielen zum Einsatz und konnte in nahezu jedem Spiel überzeugen. Im Sommer 2010 kehrte er zu Académica Coimbra zurück und kam in der Saison 2010/11 auf weitere neun Einsätze. Im August 2011 wechselte er ablösefrei zu seinem ehemaligen Klub Desportivo Aves und kam in der Saison 2011/12 zu zwanzig Einsätzen, in denen er ein Tor erzielte. Dennoch wurde Bischoff in Portugal nicht glücklich.

#### Dritte Liga in Deutschland
Pavel Dotchev, Trainer des deutschen Drittligisten Preußen Münster, kannte Bischoff seit dessen Zeit in Bremen, da die Bremer Reservemannschaft in der Regionalliga Nord mehrfach auf von Dotchev trainierten Erfurter traf. Im Mai des Jahres 2012 einigten sich Dotchev und Bischoff auf einen Wechsel zu Preußen Münster. Er unterschrieb einen Zweijahresvertrag bis Juni 2014. Mit den Preußen beendete er die Drittligasaison 2012/13 auf Rang vier und verpasste dadurch nur knapp die Aufstiegsplätze zur 2. Bundesliga.
Im Januar 2017 wechselte Bischoff innerhalb der 3. Liga zu Hansa Rostock. In der Rückrunde der Drittligasaison 2016/17 kam er für Hansa 14-mal zum Einsatz und erzielte ein Tor. In der Folgesaison brachte es Bischoff auf 23 weitere Drittligaeinsätze und einen im DFB-Pokal gegen den Bundesligisten Hertha BSC. Seine Einsätze innert der Saison 2018/19 reduzierte sich anfänglich stark. Erst nach einem Trainerwechsel in der Winterpause wurde Bischoff mehrfach berücksichtigt und wurde zu einem Stabilisator im Team. Er erreichte mit der Kogge zwei Mal den sechsten Platz in der 3. Liga und wurde zudem mit dem Verein 2017, 2018 und 2019 Landespokalsieger Mecklenburg-Vorpommerns. Im Frühjahr 2019 lehnte der Mittelfeldspieler Angebote des FC Hansa ab, seinen auslaufenden Vertrag zu verlängern.

#### Viert- und fünftklassige Vereine in Deutschland und Frankreich
Im August 2019 schloss sich Bischoff dem in die Regionalliga Südwest aufgestiegenen Bahlinger SC an, für den er zwei Jahre lang spielte.
Im Sommer 2021 kehrte er in seine elsässische Heimatstadt Colmar zurück und schloss sich dem dortigen Fünftligisten SR Colmar an. 2022 stieg er mit der Mannschaft in die vierte französische Liga auf.

### Nationalmannschaft
Amaury Bischoff spielte bereits für die französische U-18-Nationalmannschaft. Am 14. Mai 2007 wurde er für ein Trainingscamp der portugiesischen U-20-Auswahl berufen. Am 10. Februar 2009 gab er im Spiel gegen die Schweiz sein Debüt in der portugiesischen U-21-Nationalmannschaft. In seiner Zeit in Portugal hatte der damalige Nationaltrainer Carlos Queiroz Bischoff zu einem Lehrgang der A-Nationalelf eingeladen. Zudem wurde ihm eine Teilnahme an der WM 2010 in Aussicht gestellt. Allerdings wurde Bischoff nicht nominiert.

## Privates
Bischoff absolvierte eine Ausbildung zum Einzelhandelskaufmann.

## Titel und Erfolge
- Landespokalsieger Mecklenburg-Vorpommern (3): 2017, 2018, 2019 (mit Hansa Rostock)